# Université de Porto
 (février 2019).
L'université de Porto (U.Porto) (en portugais : Universidade do Porto) est une université publique portugaise fondée le 22 mars 1911 à Porto.
Elle est la deuxième plus grande université portugaise par son nombre d'étudiants, après l'université de Lisbonne, et possède parmi les meilleures qualités d'enseignement et de recherche au Portugal.

## Histoire

### Antécédents historiques
Bien qu'il soit possible de désigner comme ses prédécesseurs les plus lointains l'Académie royale de la marine et du commerce, créée par D. José I en 1762, et l'École supérieure des beaux-arts, créée par D. Maria I en 1779, l'université s'appuie fondamentalement sur deux établissements d'enseignement supérieur créés au XIXe siècle : l'Académie polytechnique (1836-1911) et l'École médico-chirurgicale (1836-1911).
L'Académie polytechnique avait pour objectif principal l'enseignement des sciences industrielles et formait des ingénieurs de toutes les classes, ainsi que d'autres spécialités professionnelles telles que les officiers de marine, les pilotes, les marchands, les agriculteurs, les directeurs d'usine et les artistes. Héritière de l'Académie royale de la marine et du commerce de Porto et en dépit des grandes difficultés financières qu’elle a connues, l’Académie polytechnique de Porto a connu une période d’apogée scientifique, avec d’éminents scientifiques tels que Gomes Teixeira et Ferreira da Silva.
L’École médico-chirurgicale est héritière de l'École royale de chirurgie, une institution créée en 1825 par Jean VI qui travaillait en liaison avec l’hôpital de la Santa Casa de Misericórdia de Porto. En 1837, un nouveau plan d’études général a été établi: en plus d’augmenter le nombre de sièges, il les divise en chaires médicales et chaires chirurgicales. L’École médico-chirurgicale a son siège à l’hôpital de Santo António, annexé à une école de pharmacie comprenant des cours théoriques et des cours pratiques.

### Création de l'université.
La proclamation de la République le 5 octobre 1910 introduit d'importants changements dans le domaine de l'éducation, notamment la création de deux nouvelles universités, une à Lisbonne et une à Porto.
L’université de Porto a officiellement été créée par décret du gouvernement provisoire de la République portugaise le 22 mars 1911. A ses débuts, l’université est constituée de : 
- Faculté des sciences[2]
- Faculté de médecine, ayant rattaché l'école de pharmacie
- Faculté de commerce

En 1915, la faculté technique est créée et rebaptisée faculté d'ingénierie en 1926.
En 1919, la faculté des lettres est créée par le ministre Leonardo Coimbra mais pour des raisons financières, elle a été fermée en 1928 et restaurée en 1961.
La faculté de pharmacie a été créée en 1921, devenant autonome de la faculté de médecine.
La faculté des sciences économiques a été créée en 1953 et remplace la faculté de commerce.

### Expansion de l'université après 1974
L'université de Porto a connu une grande expansion après la révolution des Œillets le 25 avril 1974.
Les six facultés existantes ont été rejointes par :
- Institut des sciences biomédicales Abel Salazar en 1975[9]
- Faculté des sports en 1975[10]
- Faculté de psychologie et des sciences de l'éducation en 1977[11]
- Faculté d'architecture en 1979[12]
- Faculté de médecine dentaire en 1989[13]
- Faculté des beaux-arts en 1992
- Faculté de droit en 1994[14]
- Faculté des sciences de la nutrition et de l'alimentation en 1996[15]

## Organisation
Aujourd'hui, plus de 32'000 étudiants assistent aux programmes et aux cours fournis par les quinze écoles d'U.Porto (13 facultés, un institut de sciences biomédicales et une école de commerce).
- Faculté d'architecture (FAUP)
- Faculté des Beaux-Arts (FBAUP)
- Faculté d'économie (FEP)
- Faculté de droit (FDUP)
- Faculté d'ingénierie (FEUP)
- Faculté de lettres (FLUP)
- Faculté de médecine (FMUP)
- Faculté de médecine dentaire (FMDUP)
- Faculté de pharmacie (FFUP)
- Faculté de psychologie et Sciences de l'Éducation (FPCEUP)
- Faculté des sciences (FCUP)
- Faculté des sciences de la nutrition et de l'alimentation (FCNAUP)
- Faculté de sport (FADEUP)
- Institut des sciences biomédicales Abel Salazar (ICBAS)
- École de commerce Porto Business School (PBS - UP)

Globalement, l'université offre plus de 451 formations à travers des formations de premier cycle, des formations de second cycle, des formations doctorales, d'autres cours de spécialisation et des formations continues, supportées par 2 300 conférenciers et un personnel technique et administratif de plus de 1'900 membres.

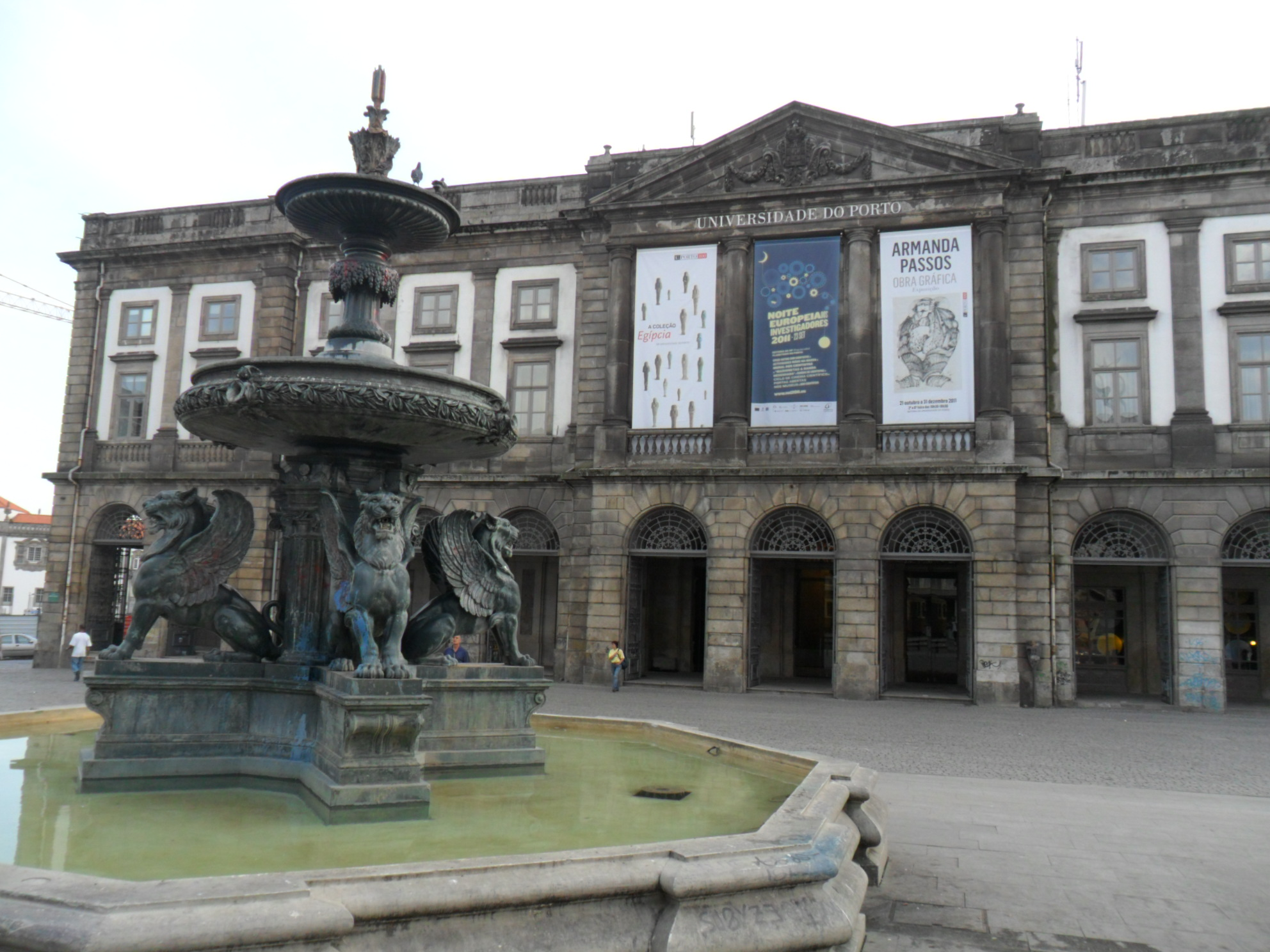
Façade principale (nord) du rectorat de l'université.
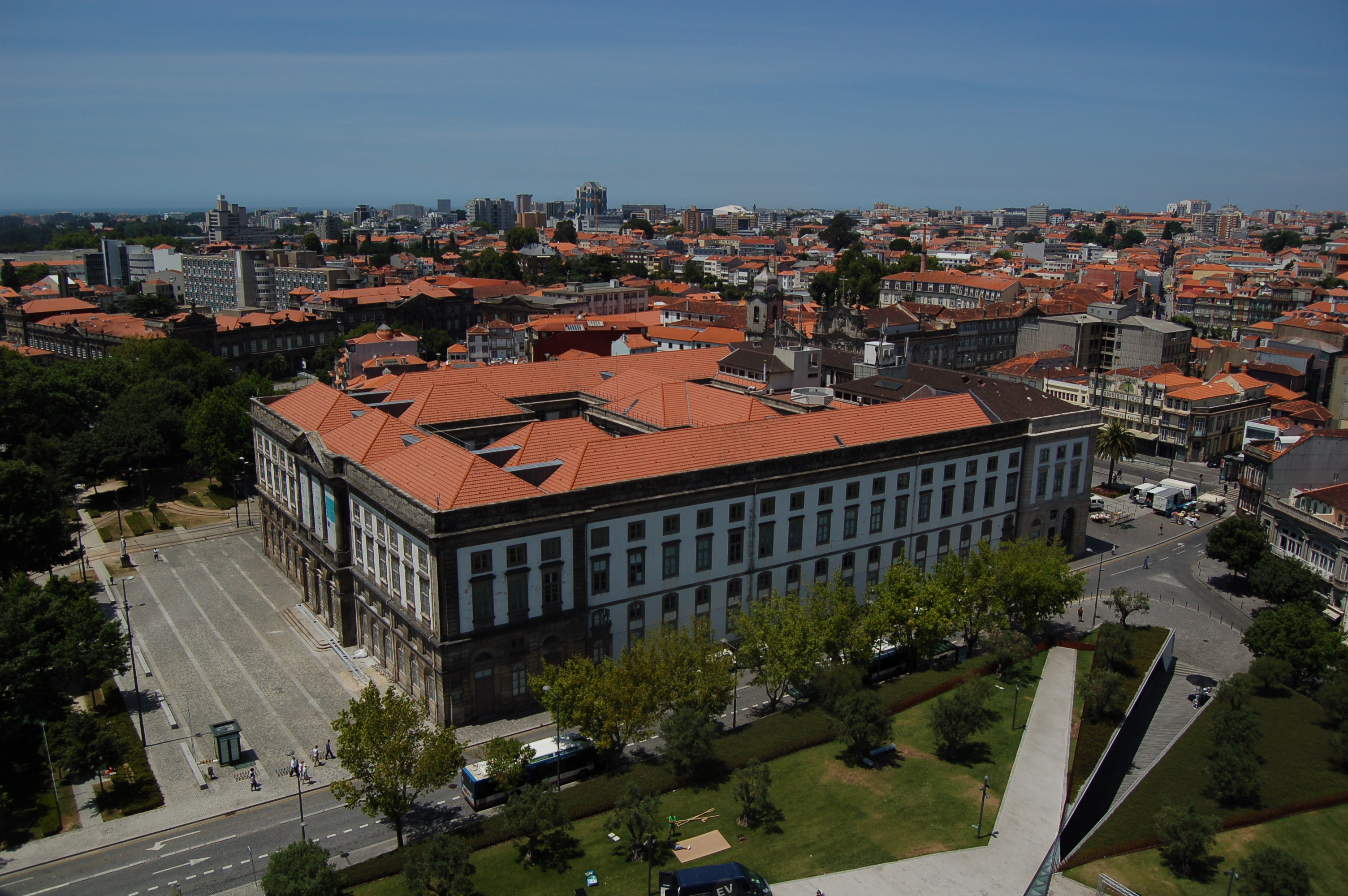
Rectorat de l'U.Porto.
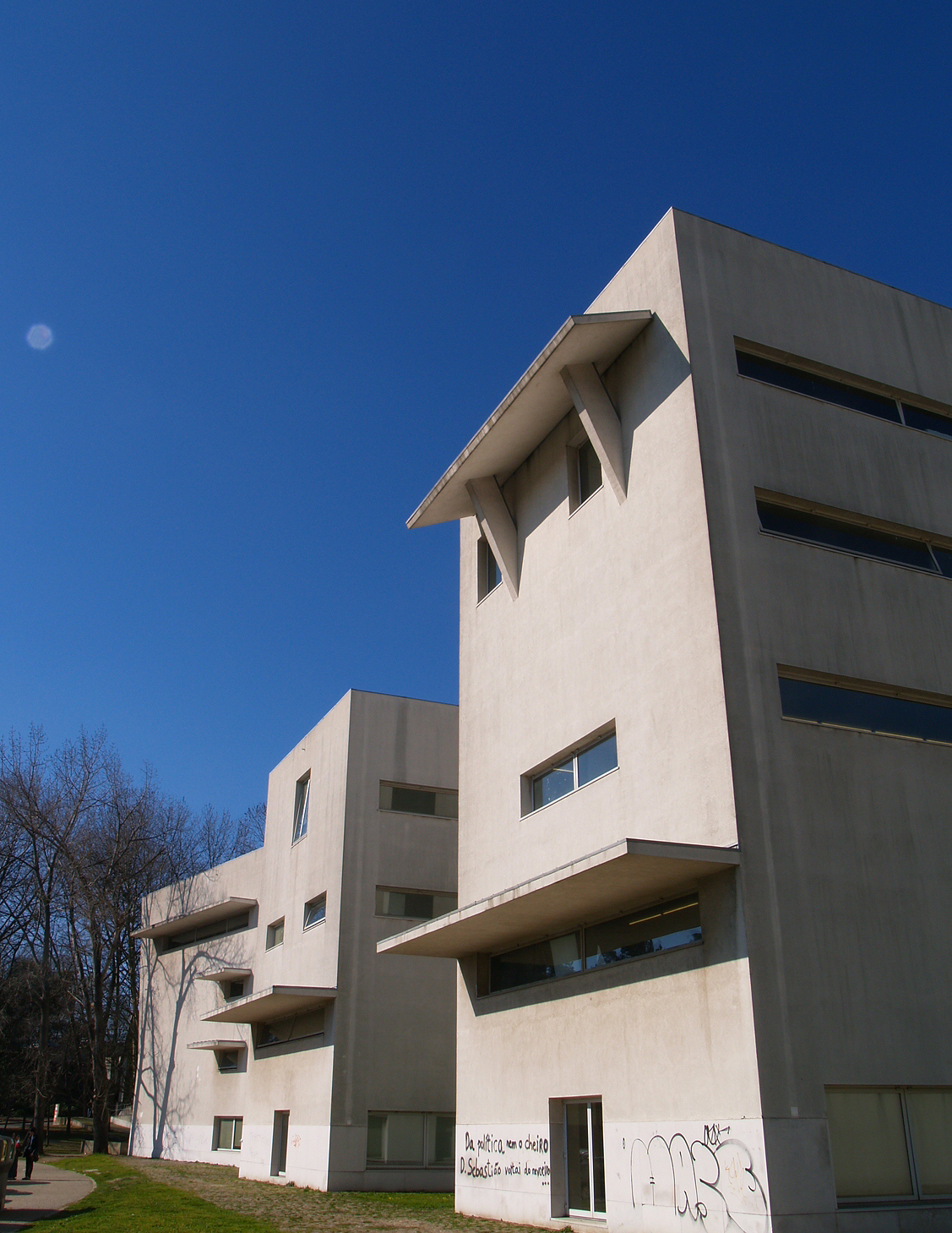
FAUP - Faculté d'architecture.
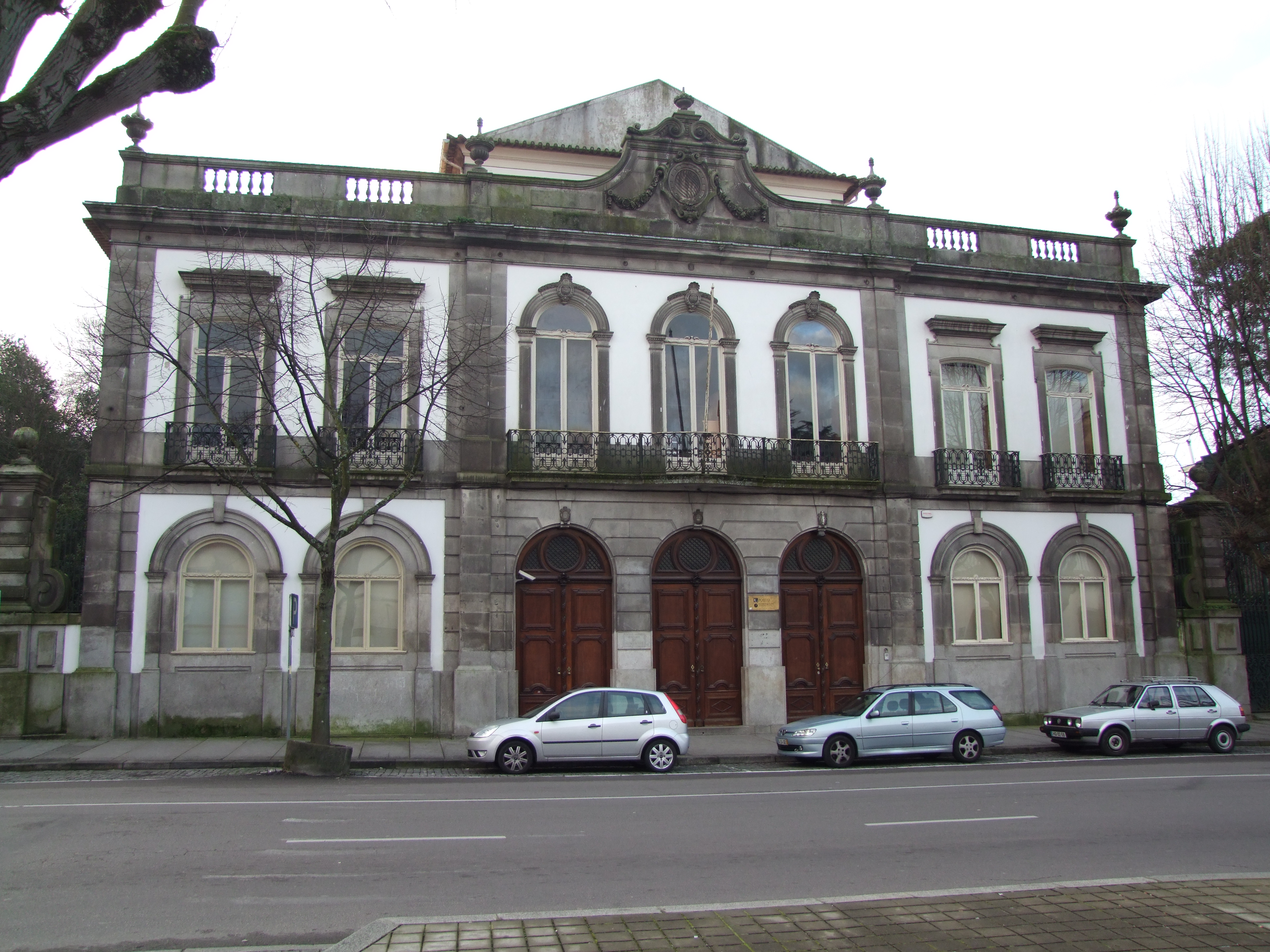
FBAUP - Faculté des Beaux-Arts.
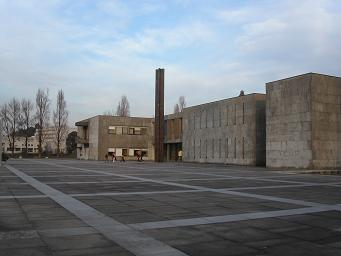
FEP - Faculté d'économie.
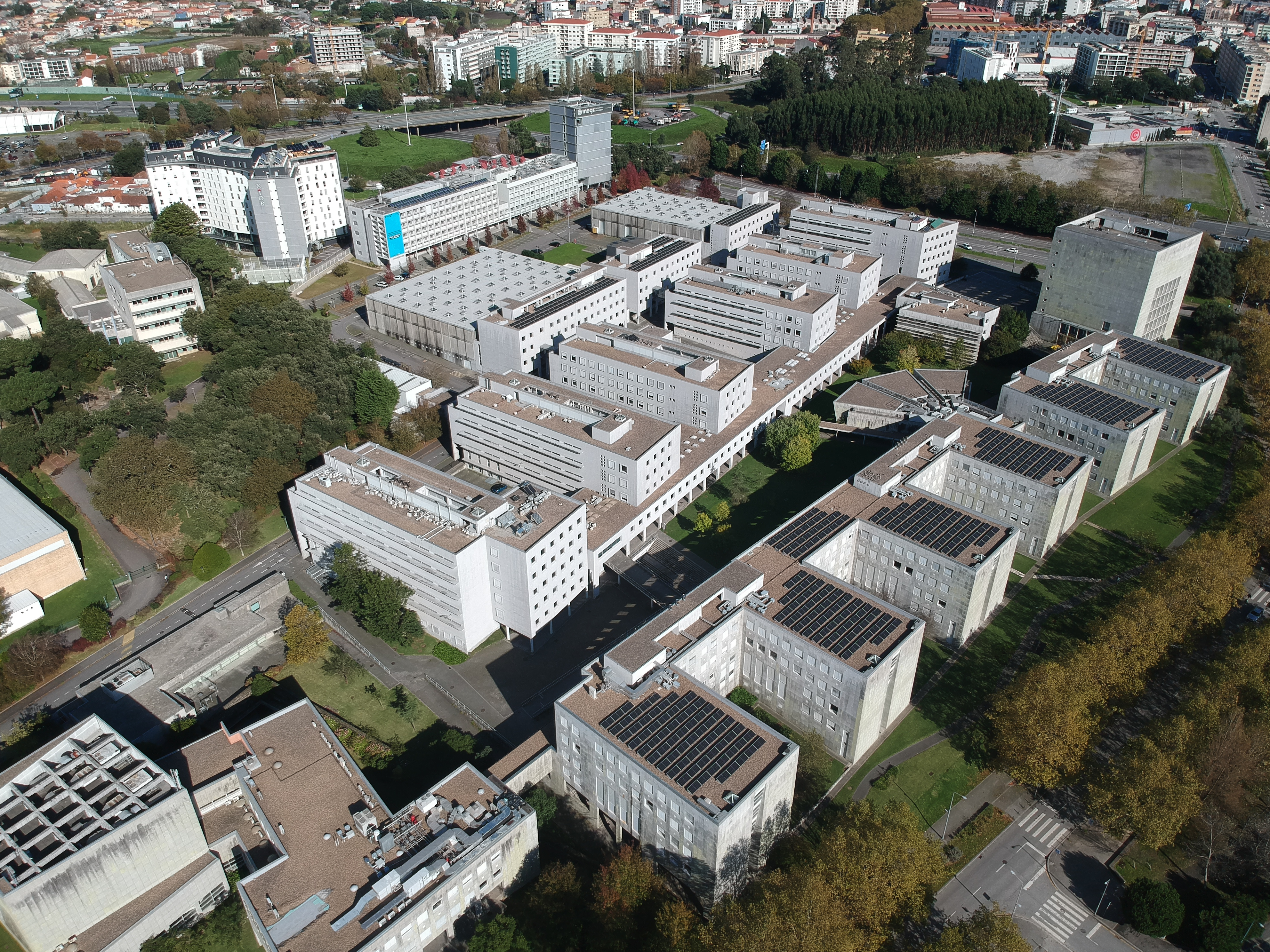
FEUP - Faculté d'ingénierie.
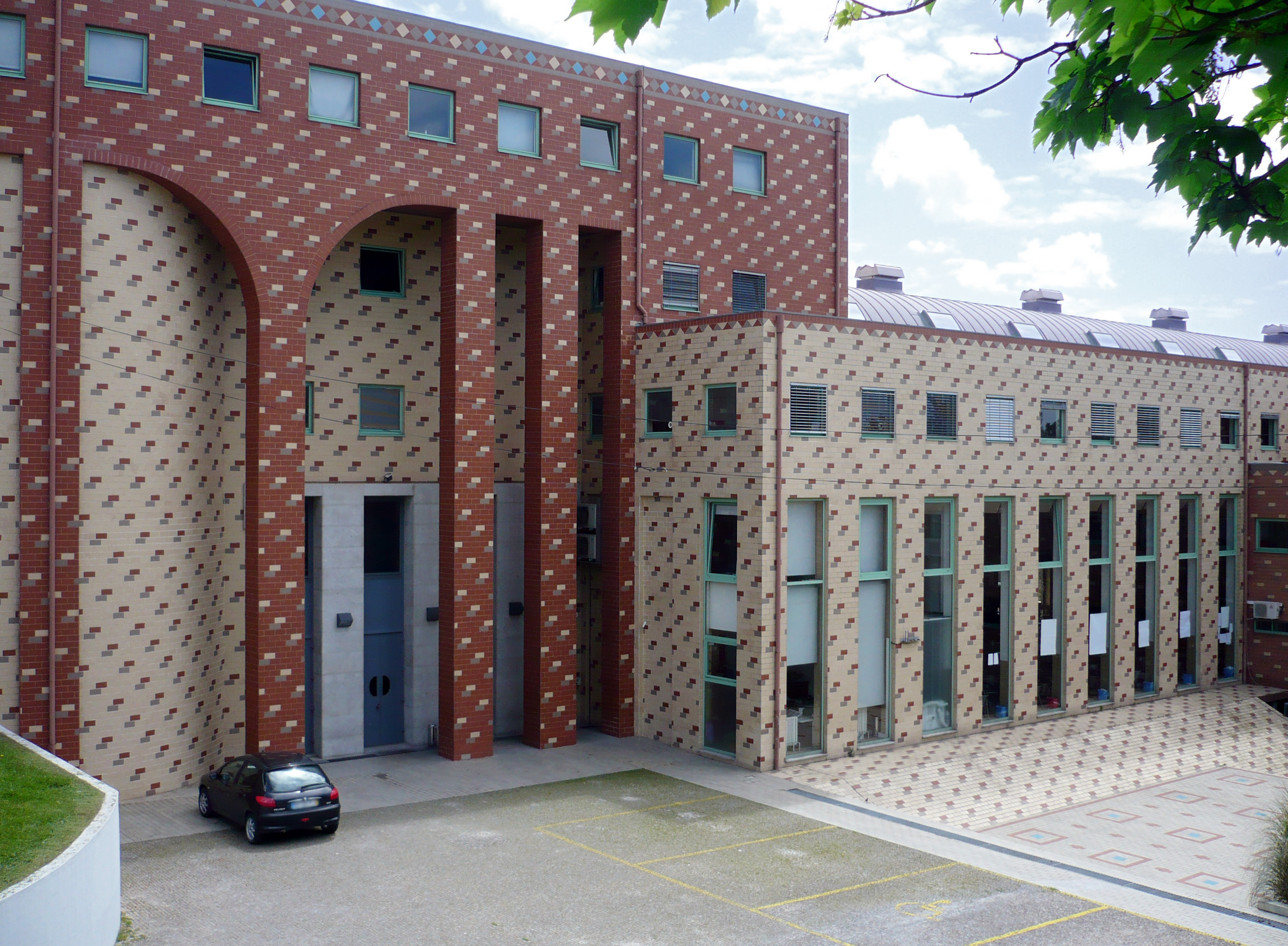
FLUP - Faculté de lettres.
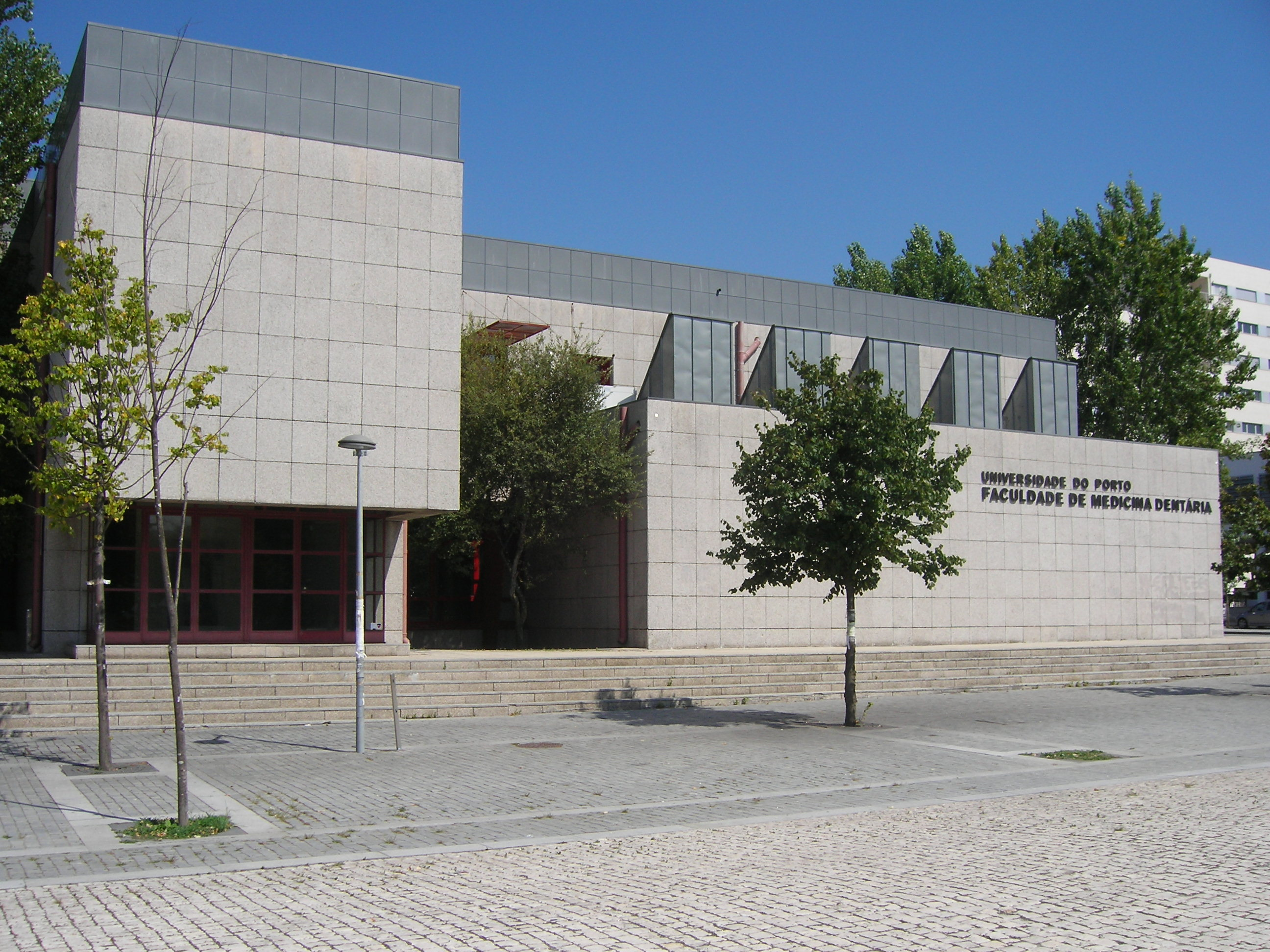
FMDUP - Faculté de médecine dentaire.
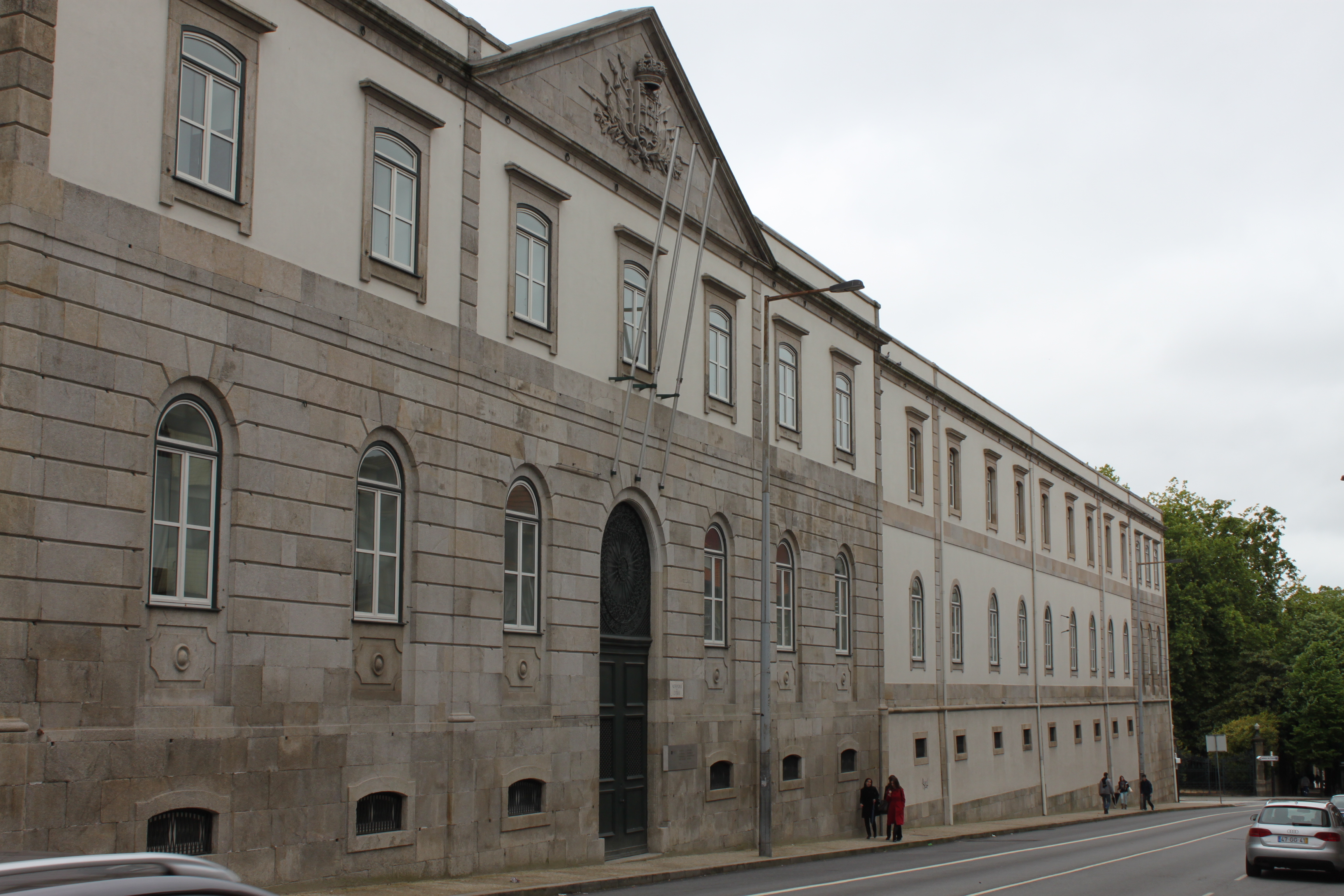
FFUP - Faculté de pharmacie.
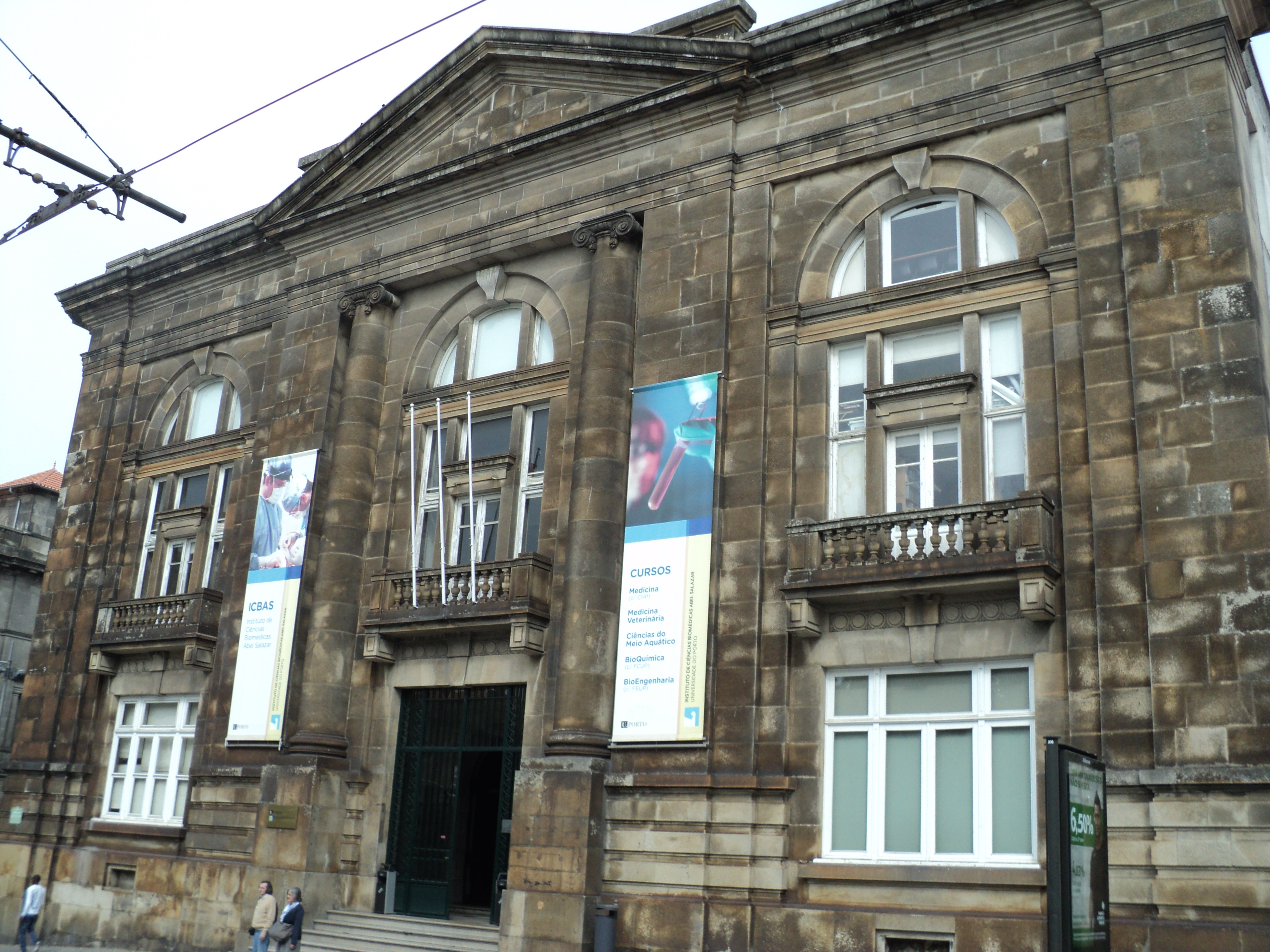
Institut des sciences biomédicales Abel Salazar.

## Services

### Bibliothèques
Couvrant tous les domaines de connaissances enseignés à l'université, les 30 bibliothèques occupent une surface de plus de 20'000 m2, où il est possible de consulter environ 800'000 ouvrages et publications.

### Musées
L'université possède 12 musées :
- Musée d'histoire naturelle et des sciences
- Musée de la faculté des Beaux-Arts
- Musée d'histoire de la médecine Maximiano Lemos
- Musée d'anatomie de la faculté de Médecine
- Musée d'anatomie Prof. Nuno Grande
- Musée de la faculté de pharmacie
- Musée de la faculté d'ingénierie
- Maison-musée Abel Salazar
- Centre de documentation de la faculté d'architecture
- Observatoire astronomique Prof. Manuel de Barros
- Jardin botanique de Porto
- Planétarium de Porto

### E-learning café
L'université contient un e-learning café, c'est-à-dire un lieu où les étudiants peuvent se détendre et travailler avec leur ordinateur portable.

### Sport
Plusieurs activités sportives sont disponibles à l'université au sein du Stade universitaire de Porto et du Pavillon sportif Luís Falcão.

### Évènements
Culturellement, les événements s'étendent du Latada à la Queima das Fitas. Ce dernier événement est organisé en coopération avec le FAP - Federação Académica do Porto[Quoi ?] et on le considère comme étant le plus grand évènement d'étudiants à Porto.

## Personnalités liées à l'université

### Étudiants
- Belmiro d'Azevedo, milliardaire et président-directeur général de Sonae
- Agostinho da Silva, philosophe, poète et essayiste portugais
- Alberto_Barros (pt), médecin portugais et pionnier de l'insémination artificielle
- Camilo Castelo Branco, écrivain portugais considéré comme un des fondateurs du roman moderne portugais
- Elisa Ferreira, députée européenne de 2004 à 2016 et chargée de la politique de cohésion au sein de la Commission von der Leyen en 2019
- Fernando Teixeira dos Santos, ministre des finances de 2005 à 2011
- Froilano de Mello (en), microbiologiste ayant découvert des milliers de protozoaires, parasites et microbes et maire de Panaji entre 1938 et 1945
- José A.F.O. Correia, chercheur, professeur des universités et ingénieur portugais
- José Leite de Vasconcelos (en), fondateur du musée national d'archéologie de Lisbonne
- Júlio Dinis, médecin et écrivain portugais
- Kaúlza de Arriaga (en), commandant portugais des forces terrestres au Mozambique de 1969 à 1974 pendant la guerre d'indépendance du Mozambique
- Luís Archer (pt), prêtre jésuite et généticien émérite
- Richard Zimler, journaliste et romancier américain à succès
- Rui Rio, maire de Porto entre 2002 et 2013 et président depuis 2018 du Parti social-démocrate
- Sérgio Godinho, chanteur-compositeur et poète portugais
- Alvaro Siza, architecte portugais de renommée internationale ayant reçu le prix Prizker
- Teresa Lago, astrophysicienne portugaise et secrétaire générale assistante de l'Union astronomique internationale entre 2015 et 2018
- Alexandre Quintanilha (en), cofondateur et directeur de l'institut de biologie moléculaire et cellulaire
- Edgar Cardoso, ingénieur civil et pionnier de l'analyse expérimentale des structures
- Marcelo Viana, vice-président de l'Union mathématique internationale entre 2011 et 2014 et récipiendaire du prix TWAS en 1998
- António Gedeão, chimiste, physicien et historien des sciences portugais
- Sarah A. Hoyt (en), écrivaine américaine ayant remporté le prix Prometheus en 2011 et le Dragon Award en 2018
- António Soares dos Reis, sculpteur et collectionneur portugais
- Miguel Cadilhe, un homme d'État portugais membre du Parti social-démocrate (PPD/PSD)
- Xavier Dumusque, astronome suisse et professeur assistant à l'Université de Genève
- Manuel Ntumba, un inventeur congolo - togolais, conseiller, géostratège et expert en information géospatiale
- Francisco Assis, un homme politique portugais membre du Parti socialiste (PS)
- Eduardo Souto de Moura, architecte portugais de renommée internationale ayant reçu le prix Prizker
- António Carneiro, peintre expressionniste portugais
- Jorge de Sena, écrivain portugais, opposant à l'Estado Novo et professeur de littérature à l'université de Santa Barbara
- André Villas-Boas, entraîneur de football portugais.

## Classements internationaux
Selon le classement 2020 de Shanghai, l’Université de Porto se classe deuxième au Portugal et dans la catégorie 301-400 dans le monde. Dans le domaine des sciences de l'alimentation, de l'ingénierie biomédicale, de l'ingénierie chimique et des sciences vétérinaires, l'université est respectivement classée 15, 76-100, 76-100 et 76-100 dans le monde.
Dans le classement QS World University Rankings 2022, elle se classe première au Portugal et à la 295e position dans l'ensemble.